# Gwerz
El gwerz, (en bretó balada), és un cant tradicional on s'explica una història que pot anar des de l'anècdota fins a l'epopeia històrica o mitològica. Els gwerzioù il·lustren principalment històries tràgiques o tristes.
El gwerz es caracteritza per una melodia de vegades monòtona, i de nombroses estrofes, sempre en llengua bretona. La interpretació és exclusivament amb veu encara que pot haver-hi algun acompanyament instrumental discret.
Un dels intèrprets actuals més famosos és Denez Prigent.